# Schmidtiana
Schmidtiana is een kevergeslacht uit de familie van de boktorren (Cerambycidae). De wetenschappelijke naam van het geslacht werd voor het eerst geldig gepubliceerd in 1971 door Podaný.

## Soorten
Schmidtiana omvat de volgende soorten:
- Schmidtiana apicalis (Poll, 1889)
- Schmidtiana bicolor (Parry, 1849)
- Schmidtiana borneensis (Podaný, 1968)
- Schmidtiana borneoensis (Ritsema, 1892)
- Schmidtiana borrei (Ritsema, 1888)
- Schmidtiana boudanti Vives & Niisato, 2004
- Schmidtiana evertsi (Ritsema, 1888)
- Schmidtiana fuscocyanicollis Hayashi, 1992
- Schmidtiana gertrudis Hüdepohl, 1983
- Schmidtiana hayashii Niisato, 1999
- Schmidtiana heyrovskyi (Podaný, 1968)
- Schmidtiana huegeli (Distant, 1881)
- Schmidtiana ilocana (Schultze, 1920)
- Schmidtiana insignita (Pascoe, 1866)
- Schmidtiana javanica (Podaný, 1968)
- Schmidtiana legrandi Morati & Huet, 2003
- Schmidtiana ochracea (Waterhouse, 1878)
- Schmidtiana palawana (Schultze, 1922)
- Schmidtiana shinkaii Karube, 1998
- Schmidtiana spinicollis (Pascoe, 1866)
- Schmidtiana sumatrana Hayashi, 1992
- Schmidtiana testaceicornis (Pic, 1926)
- Schmidtiana violaceothoracica (Gressitt & Rondon, 1970)